# Passo di Glorieta
Il passo di Glorieta (altezza 2 286 metri) è un valico situato nei monti Sangre de Cristo, nel Nuovo Messico settentrionale; si tratta di una località strategica nel margine meridionale dei monti Sangre de Cristo, nella contea di Santa Fe centro-orientale, a sud-est della città di Santa Fe.
Storicamente il valico consentiva accesso diretto attraverso le montagne tra l'alta valle del fiume Pecos ad est e l'alta valle del Rio Grande ad ovest; nel XIX secolo costituiva l'estremità occidentale del Santa Fe Trail, tra Santa Fe e le Grandi Pianure.

## Storia
La battaglia di Glorieta Pass, decisiva nella Campagna del Nuovo Messico della guerra civile americana, fu combattuta presso il valico nel marzo 1862; la vittoria dell'Union Army (principalmente nella forma della Milizia del Colorado) impedì all'Esercito Confederato di irrompere nelle Grandi Pianure ad est delle montagne Sangre de Cristo, fermando l'avanzata confederata verso nord lungo la base delle Montagne Rocciose. La battaglia è commemorata al Pecos National Historic Park, ad est del valico. Nel XX secolo il valico iniziò ad essere utilizzato come percorso della U.S. Route 84 e in seguito della Interstate 25. La città di Glorieta si trova sul lato orientale del valico.
Sulle scale del Campidoglio del Colorado sono in mostra le palle di cannone utilizzate durante questa battaglia.
Nel 1879 la New Mexico and Southern Pacific Railroad costruì una ferrovia che attraversava il passo, e che divenne parte di una seconda ferrovia transcontinentale nord-americana nel marzo 1881. La NM&SP fu assorbita dalla Atchison, Topeka and Santa Fe Railway nel 1899, e la Santa Fe utilizzò il tracciato per i loro collegamenti tra Chicago e Los Angeles, incluso il famoso El Capitan e Super Chief. Oggi parte della rete BNSF Railway, questo rimane il percorso del Southwest Chief di Amtrak, che effettua il servizio con un treno passeggeri per ogni direzione al giorno, mentre il trasporto merci è più limitato. È una delle ultime importanti linee ferroviarie in cui vengono ancora utilizzati i semafori negli Stati Uniti.